# Карлстад (община)
Община Карлстад (на шведски: Karlstads kommun) е разположена в лен Вермланд, западна централна Швеция с обща площ 1572 km2 и население 87 786 души (към 31 декември 2013). Административен център на община Карлстад е едноименния град Карлстад.